# Івано-Слиньківка
Іва́но-Слинькі́вка — село в Україні, у Берестинському районі Харківської області. Населення становить 271 осіб. Орган місцевого самоврядування — Дар-Надеждинська сільська рада.
Після ліквідації Сахновщинського району 19 липня 2020 року село увійшло до Красноградського (Берестинського) району.

## Географія
Село Івано-Слиньківка примикає до селища Сахновщина. По селу протікає пересихаючий струмок з загатою. Через село проходить автомобільна дорога Р79.

## Історія
1921 — дата заснування.
Під час організованого радянською владою Голодомору 1932—1933 років померло щонайменше 17 жителів села.